# 2017年茨城県知事選挙
2017年茨城県知事選挙（2017ねんいばらきけんちじせんきょ）は、2017年8月27日に投開票が行われた茨城県知事を選出するための選挙。

## 概要
2017年茨城県知事選挙は、現職の橋本昌（6期目）の任期満了に伴う選挙である。橋本が日本の現職都道府県知事としては最多となる7期目を目指し、多選に反発した自民党が独自候補を擁立したため注目を浴びた。7選に挑む現職の橋本には、茨城県市長会、茨城県町村会、連合茨城、茨城県医師連盟などの団体が推薦を出したため、保守分裂選挙となった。民進党は自主投票の方針を採った。
この選挙は、改正された公職選挙法において、選挙権が20歳から18歳に引き下げられてから、はじめての茨城県知事選となる。

### タイムライン
2016年
- 12月4日 - 自民党県連が元経産官僚で元マイクロソフト役員の大井川和彦を擁立する方向で最終調整していることを明らかにした[3]。

2017年
- 3月1日 - 大井川が出馬する考えを正式に表明した。
- 4月5日 - 現職の橋本昌が出馬する考えを正式に表明した[4]。
- 4月27日 - 茨城県町村会、茨城県町村議会議長会、茨城県医師連盟、茨城県歯科医師連盟が橋本の推薦を決定[5]。
- 4月28日 - 大井川は連合茨城に推薦依頼を提出[6]。
- 5月10日 - 茨城県市長会が橋本の推薦を決定[7]。
- 6月15日 - 大井川から推薦依頼を受けていた連合茨城であったが、この日、連合は橋本の推薦を決定した[6]。
- 6月26日 - 動物愛護団体理事長の鶴田真子美が出馬する考えを正式に表明した[8]。
- 7月8日 - 民進党は自主投票とする方針を決定[9]。
- 7月13日 - 「県食と農と水政治連盟」（県農政連）が橋本の推薦を決定[10]。
- 7月17日 - 公明党が大井川の推薦を決定[11]。
- 7月21日 - 日本共産党県委員会など6つの政治団体が共同記者会見を開き、鶴田の推薦を発表した[12]。
- 7月31日 - 「橋本まさるを支援する市町村議員連盟」の決起集会が水戸市内のホテルで開かれた。800人あまりの全市町村議のうち、同連盟の会員は400人超。連盟の議員には自民党員も多く、保守分裂の様相はさらに強まった[13]。
- 8月2日 - 茨城県市長会が橋本の推薦を既に決定している状況下にもかかわらず、その決定に背き、高萩市長の小田木真代、古河市長の針谷力、ひたちなか市長の本間源基、笠間市長の山口伸樹、坂東市長の木村敏文、利根町長の佐々木喜章の6市町村長は、大井川の支援を表明。同日、大井川と政策協定を結んだ。このことに関して、茨城県市長会は、会の決定を無視して結束を乱す行動を取った当該6市町村長に対して不快感を表明した[14]。
- 8月10日 - 選挙が告示される。橋本の出陣式には日本維新の会の石井章参議院議員、茨城県議会の自民県政クラブの江田隆記代表らがかけつけた[15]。橋本は東海村にある東海第二原発について、この席上、「再稼働は認めない」と述べ、反対の姿勢を鮮明にした[16]。大井川は原発の再稼働問題については「賛成でも反対でもない」という曖昧な態度に終始した[11][17]。鶴田は原発の廃炉を訴えた[18]。

## 選挙データ
- 選挙事由：任期満了
- 告示日：2017年8月10日
- 執行日：2017年8月27日（即日開票）

### 同日選挙
- 茨城県議会議員補欠選挙（常総市選挙区[19]）

### 選挙の争点
- 橋本県政6期24年の評価ならびに多選の是非
- 日本原子力発電・東海第2原子力発電所（東海村）の再稼働の是非

## 立候補者
知事選が告示された8月10日の立候補締め切り時点で3名が立候補を届け出た。
| 候補者名                           | 年齢 | 党派   | 新旧 | 肩書                                                   | 推薦・支持団体 |
| ---------------------------------- | ---- | ------ | ---- | ------------------------------------------------------ | --- |
| 橋本昌 （はしもと まさる）         | 71   | 無所属 | 現   | 茨城県知事（現職） 元自治省消防庁消防課長              | - （推薦）茨城県市長会・茨城県町村会・茨城県町村議会議長会・連合茨城 茨城県医師連盟・茨城県歯科医師連盟・茨城県建設業協会・県食と農と水政治連盟              |
| 大井川和彦 （おおいがわ かずひこ） | 53   | 無所属 | 新   | 元経済産業省職員 元ドワンゴ取締役 元マイクロソフト役員 | - （推薦）自由民主党・公明党・茨城県建築士会・茨城県看護連盟                                                                                                 |
| 鶴田真子美 （つるた まこみ）       | 52   | 無所属 | 新   | 動物愛護団体理事長 武蔵野音楽大学非常勤講師            | - （推薦）日本共産党・茨城一新会（小沢一郎後援会）・新社会党・緑の党グリーンズジャパン つくば市民ネットワーク・とりで生活者ネットワーク - （支援）社会民主党 |

出典：

## 選挙結果
投票率は43.48%で前回(2013年)を11.74ポイント上回った。当日の有権者数は242万9326人で投票者数は105万6280人であった。
自民・公明の連立与党らが推薦した元IT企業役員・大井川が、全国最多となる7期目を目指した現職・橋本に対して僅か約70,000票差で当選した。得票率で見ると、47.50%の大井川に対して、橋本も40.85%の得票率、という僅差の選挙結果であった。
各候補の得票率
※当日有権者数：2,429,326人 最終投票率：43.48%（前回比：+11.74pts）
| 候補者名   | 年齢 | 所属党派 | 新旧別 | 得票数    | 得票率 | 推薦・支持             |
| ---------- | ---- | -------- | ------ | --------- | ------ | ---------------------- |
| 大井川和彦 | 53   | 無所属   | 新     | 497,361票 | 47.50% | 自由民主党・公明党推薦 |
| 橋本昌     | 71   | 無所属   | 現     | 427,743票 | 40.85% |                        |
| 鶴田真子美 | 52   | 無所属   | 新     | 122,013票 | 11.65% | 日本共産党推薦         |

| 市町村         | 大井川和彦 | 大井川和彦 | 橋本昌  | 橋本昌 | 鶴田真子美 | 鶴田真子美 |
| 市町村         | 得票       | %          | 得票    | %      | 得票       | %          |
| -------------- | ---------- | ---------- | ------- | ------ | ---------- | ---------- |
| 合計           | 497,361    | 47.50%     | 427,743 | 40.85% | 122,013    | 11.65%     |
| 水戸市         | 54,792     | 52.66%     | 37,357  | 35.90% | 11,896     | 11.43%     |
| 日立市         | 36,821     | 53.91%     | 25,579  | 37.45% | 5,904      | 8.64%      |
| 土浦市         | 21,519     | 46.94%     | 17,906  | 39.06% | 6,417      | 14.00%     |
| 古河市         | 19,085     | 48.69%     | 15,104  | 38.53% | 5,008      | 12.78%     |
| 石岡市         | 12,377     | 42.96%     | 13,366  | 46.39% | 3,068      | 10.65%     |
| 結城市         | 5,942      | 36.79%     | 8,376   | 51.86% | 1,833      | 11.35%     |
| 龍ケ崎市       | 10,859     | 43.64%     | 9,796   | 39.37% | 4,226      | 16.98%     |
| 下妻市         | 8,182      | 53.31%     | 5,815   | 37.89% | 1,350      | 8.80%      |
| 常総市         | 8,989      | 39.73%     | 11,048  | 48.82% | 2,591      | 11.45%     |
| 常陸太田市     | 13,136     | 54.44%     | 9,321   | 38.63% | 1,671      | 6.93%      |
| 高萩市         | 5,900      | 52.05%     | 4,483   | 39.55% | 953        | 8.41%      |
| 北茨城市       | 6,613      | 37.49%     | 9,691   | 54.94% | 1,334      | 7.56%      |
| 笠間市         | 17,182     | 53.65%     | 11,629  | 36.31% | 3,215      | 10.04%     |
| 取手市         | 14,478     | 41.61%     | 12,599  | 36.21% | 7,715      | 22.17%     |
| 牛久市         | 12,846     | 44.53%     | 10,512  | 36.44% | 5,489      | 19.03%     |
| つくば市       | 28,680     | 41.32%     | 28,208  | 40.64% | 12,529     | 18.05%     |
| ひたちなか市   | 32,346     | 54.08%     | 21,201  | 35.45% | 6,261      | 10.47%     |
| 鹿嶋市         | 10,785     | 43.42%     | 11,315  | 45.55% | 2,740      | 11.03%     |
| 潮来市         | 4,491      | 41.02%     | 5,633   | 51.45% | 825        | 7.53%      |
| 守谷市         | 8,823      | 43.20%     | 8,189   | 40.10% | 3,411      | 16.70%     |
| 常陸大宮市     | 11,009     | 54.01%     | 7,818   | 38.36% | 1,556      | 7.63%      |
| 那珂市         | 12,573     | 52.02%     | 9,309   | 38.52% | 2,287      | 9.46%      |
| 筑西市         | 16,243     | 44.07%     | 16,643  | 45.16% | 3,969      | 10.77%     |
| 坂東市         | 9,479      | 52.25%     | 6,828   | 37.64% | 1,835      | 10.11%     |
| 稲敷市         | 7,077      | 49.74%     | 5,861   | 41.19% | 1,291      | 9.07%      |
| かすみがうら市 | 6,316      | 39.82%     | 7,640   | 48.17% | 1,905      | 12.01%     |
| 桜川市         | 7,650      | 42.03%     | 9,062   | 49.79% | 1,490      | 8.19%      |
| 神栖市         | 12,282     | 45.09%     | 12,411  | 45.57% | 2,545      | 9.34%      |
| 行方市         | 6,516      | 45.38%     | 6,855   | 47.74% | 988        | 6.88%      |
| 鉾田市         | 8,813      | 48.12%     | 7,972   | 43.53% | 1,529      | 8.35%      |
| つくばみらい市 | 7,498      | 45.91%     | 6,273   | 38.41% | 2,562      | 15.69%     |
| 小美玉市       | 8,490      | 44.22%     | 9,060   | 47.19% | 1,651      | 8.60%      |
| 茨城町         | 7,443      | 54.94%     | 5,024   | 37.09% | 1,080      | 7.97%      |
| 大洗町         | 3,703      | 50.01%     | 3,212   | 43.38% | 489        | 6.60%      |
| 城里町         | 4,312      | 51.10%     | 3,335   | 39.52% | 792        | 9.38%      |
| 東海村         | 6,957      | 45.01%     | 7,107   | 45.98% | 1,393      | 9.01%      |
| 大子町         | 4,681      | 46.99%     | 4,847   | 48.66% | 433        | 4.35%      |
| 美浦村         | 2,871      | 53.20%     | 1,987   | 36.82% | 539        | 9.99%      |
| 阿見町         | 7,294      | 45.58%     | 6,601   | 41.25% | 2,109      | 13.18%     |
| 河内町         | 2,064      | 57.86%     | 1,280   | 35.88% | 223        | 6.25%      |
| 八千代町       | 3,005      | 37.51%     | 4,256   | 53.12% | 751        | 9.37%      |
| 五霞町         | 1,250      | 42.43%     | 1,341   | 45.52% | 355        | 12.05%     |
| 境町           | 3,297      | 42.87%     | 3,678   | 47.83% | 715        | 9.30%      |
| 利根町         | 2,692      | 44.89%     | 2,215   | 36.94% | 1,090      | 18.18%     |